# Historia de Sanlúcar de Barrameda
La historia de Sanlúcar de Barrameda abarca un largo periodo de tiempo. El actual término de la ciudad ha estado habitado desde la Antigüedad, suponiéndose que perteneció al ámbito de la civilización de Tartessos. Mencionada en diferentes textos romanos y medievales, la villa de Sanlúcar fue otorgada en señorío a Guzmán el Bueno en 1297, iniciándose una época de auge demográfico y económico posibilitado sobre todo por el puerto de Bonanza. Por su situación estratégica, la ciudad fue protagonista de la exploración, colonización y evangelización de América entre los siglos XV y XVII. La caída en desgracia de la casa de Medina Sidonia en 1645, la decadencia general de España bajo Carlos II, el traslado de la Casa de contratación a Cádiz en 1711 y el terremoto de Lisboa en 1755 afectaron negativamente a Sanlúcar, que perdió gran parte de su valor estratégico; sin embargo los cargadores a Indias siguieron establecidos en la ciudad, comerciando y construyendo magníficos ejemplos de casas, como la Casa de Arizón. En el siglo XIX la actividad económica de la ciudad se reconvirtió a la viticultura y al turismo estival, sobre un fondo de precariedad y grandes desigualdades sociales. En el siglo XX Sanlúcar vivió los mismos sobresaltos políticos que el resto de España, no sufriendo destrucciones materiales durante la Guerra Civil. En 1973 fue declarada conjunto histórico-artístico. Desde la restauración de la democracia diversos partidos se han sucedido al frente del Ayuntamiento, que se ha endeudado fuertemente, a lo que se añade que Sanlúcar es actualmente una de las ciudades españolas con menor renta per cápita. De gran importancia para los historiadores es el Archivo de la Casa de Medina Sidonia, ubicado en el palacio del mismo nombre y gestionado por la Fundación Casa Medina Sidonia.

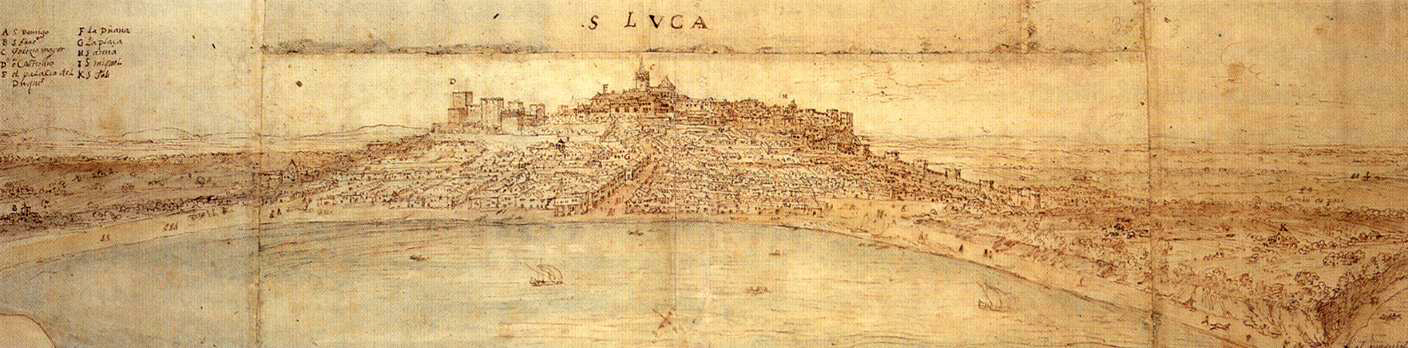
Vista de Sanlúcar en 1567, dibujada por Antonio de las Viñas.

## Prehistoria y Edad Antigua

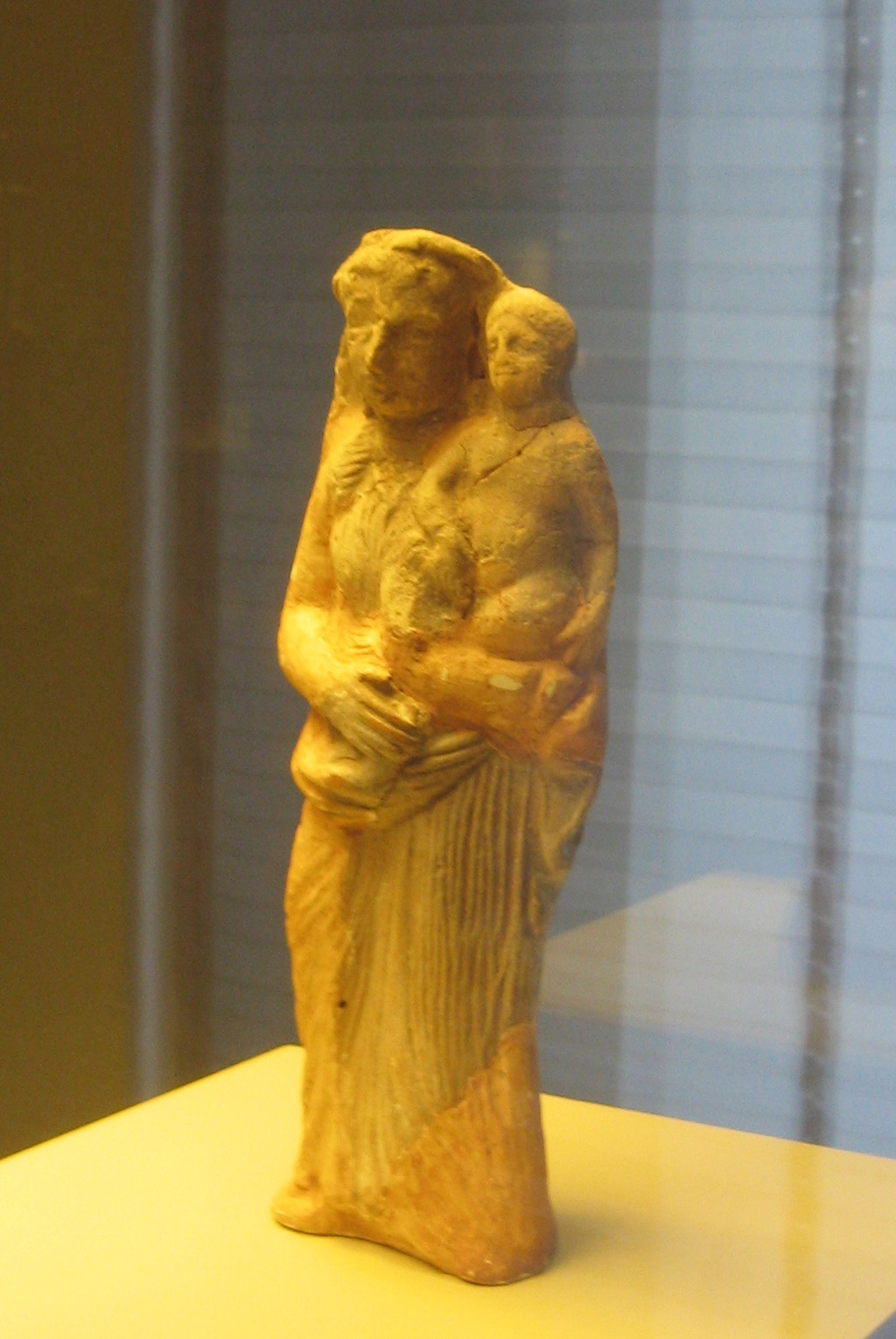
Deidad femenina de El Tesorillo, Museo de Cádiz.

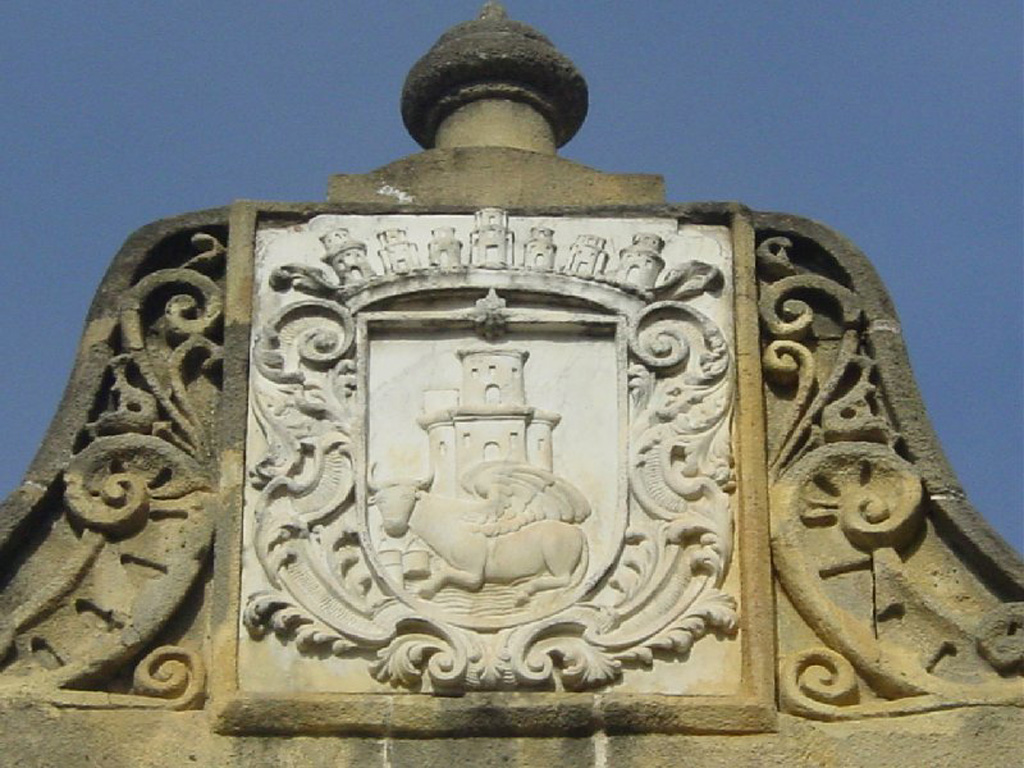
Escudo de Sanlúcar de Barrameda sobre una puerta de la Plaza o mercado de abastos,. La estrella representa el planeta Venus o Lucero, deidad adorada en el Luciferi Fanum, identificado con el El Tesorillo de la Algaida.

La ciudad de Sanlúcar de Barrameda está ubicada en lo que se supone fue el núcleo de la antigua civilización de Tartessos, aunque no ha habido en el término municipal ningún hallazgo arqueológico correspondiente a esa cultura. Sin embargo, sí ha habido hallazgos prehistóricos y de la Antigüedad, como el Dolmen de Hidalgo en El Agostado, el Ídolo cilíndrico del Cortijo de la Fuente, el Tesoro de Ébora (hallado fortuitamente en el Cortijo de Ébora), el Bronce de Bonanza, El Tesorillo (santuario dedicado a Astarté ) , la Factoría romana de La Algaida y El pozo de los Caveros, estos tres últimos en el Pinar de La Algaida. Las geografías antiguas de Avieno, Estrabón y Pomponio Mela mencionan dos enclaves de importancia que estaban dentro del actual término municipal de Sanlúcar: el Luciferi Fanum y la ciudad de Ebura o Ébora. El primero, “el templo del Lucero”, podría identificarse con el Santuario de El Tesorillo y el segundo parece que estuvo en el actual Cortijo de Ébora, cuyo nombre conserva parte del antiguo topónimo.

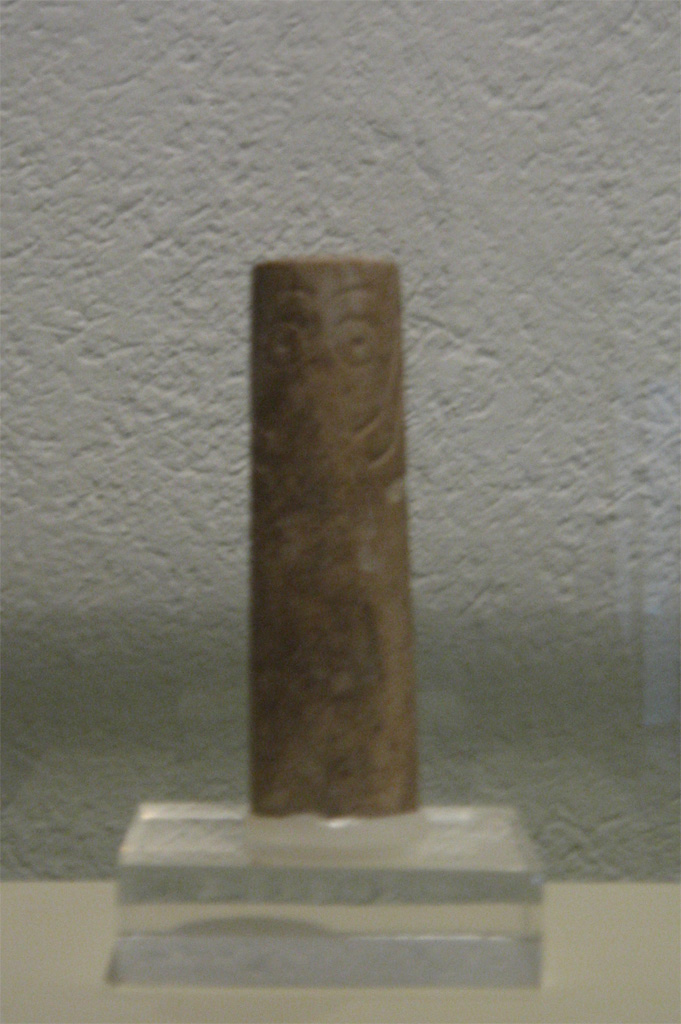
Ídolo cilíndrico del camino del Cortijo de la Fuente, Museo de Cádiz. Edad del Cobre, hacia 2500 a. C.
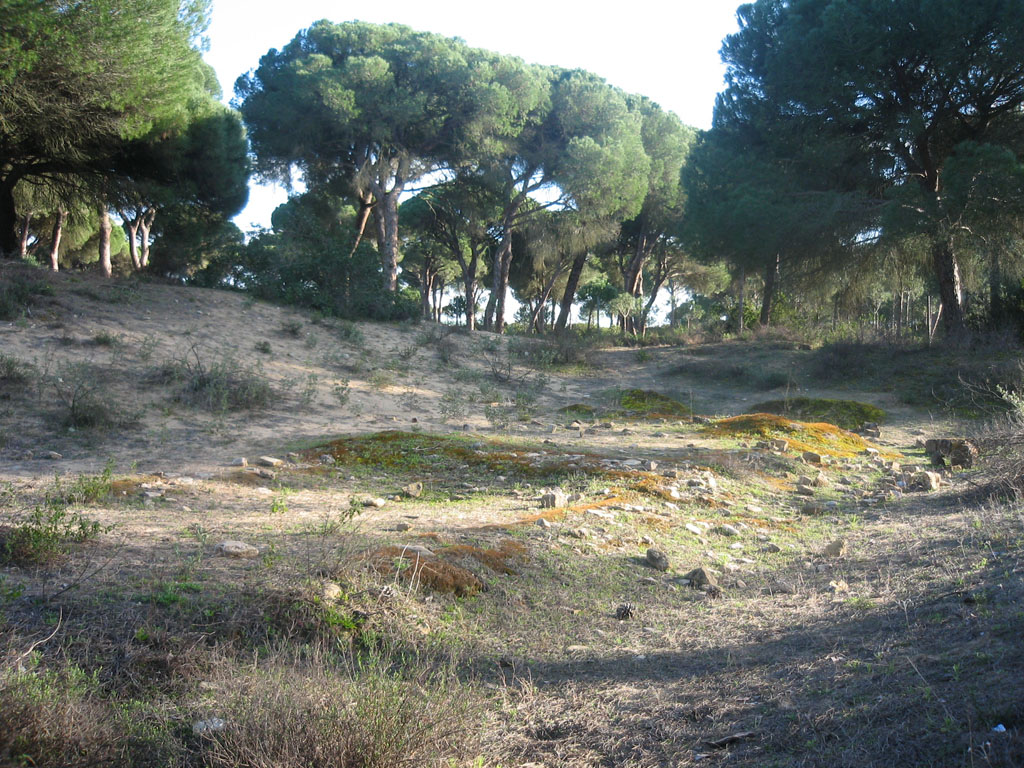
El Tesorillo, en el Pinar de la Algaida.
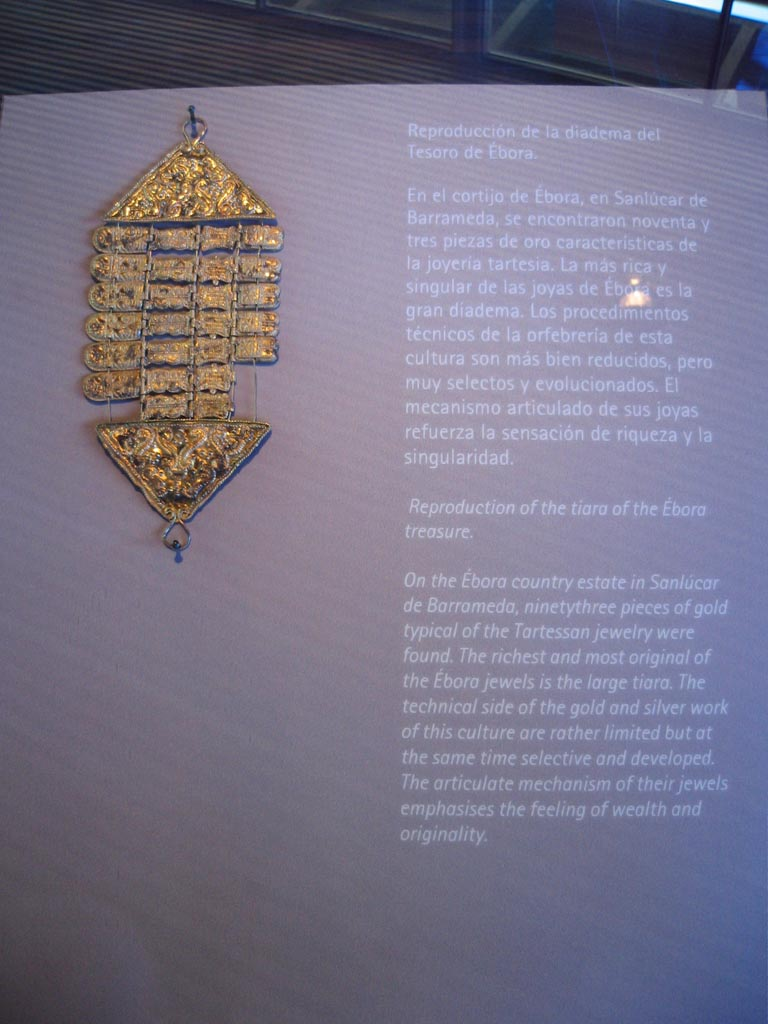
Reproducción de una pieza del Tesoro de Ébora, en el Centro de Visitantes "Fábrica de Hielo" de Sanlúcar de Barrameda.
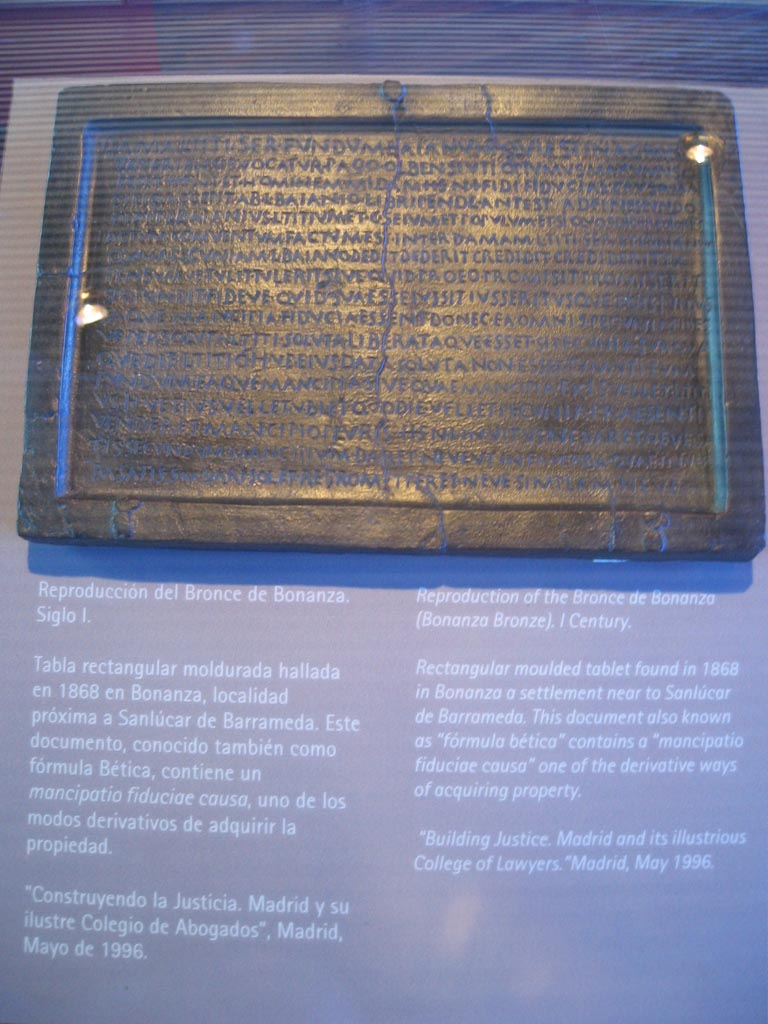
Reproducción del Bronce de Bonanza, en el Centro del visitante "Fábrica de Hielo" de Sanlúcar de Barrameda.

## Edad Media

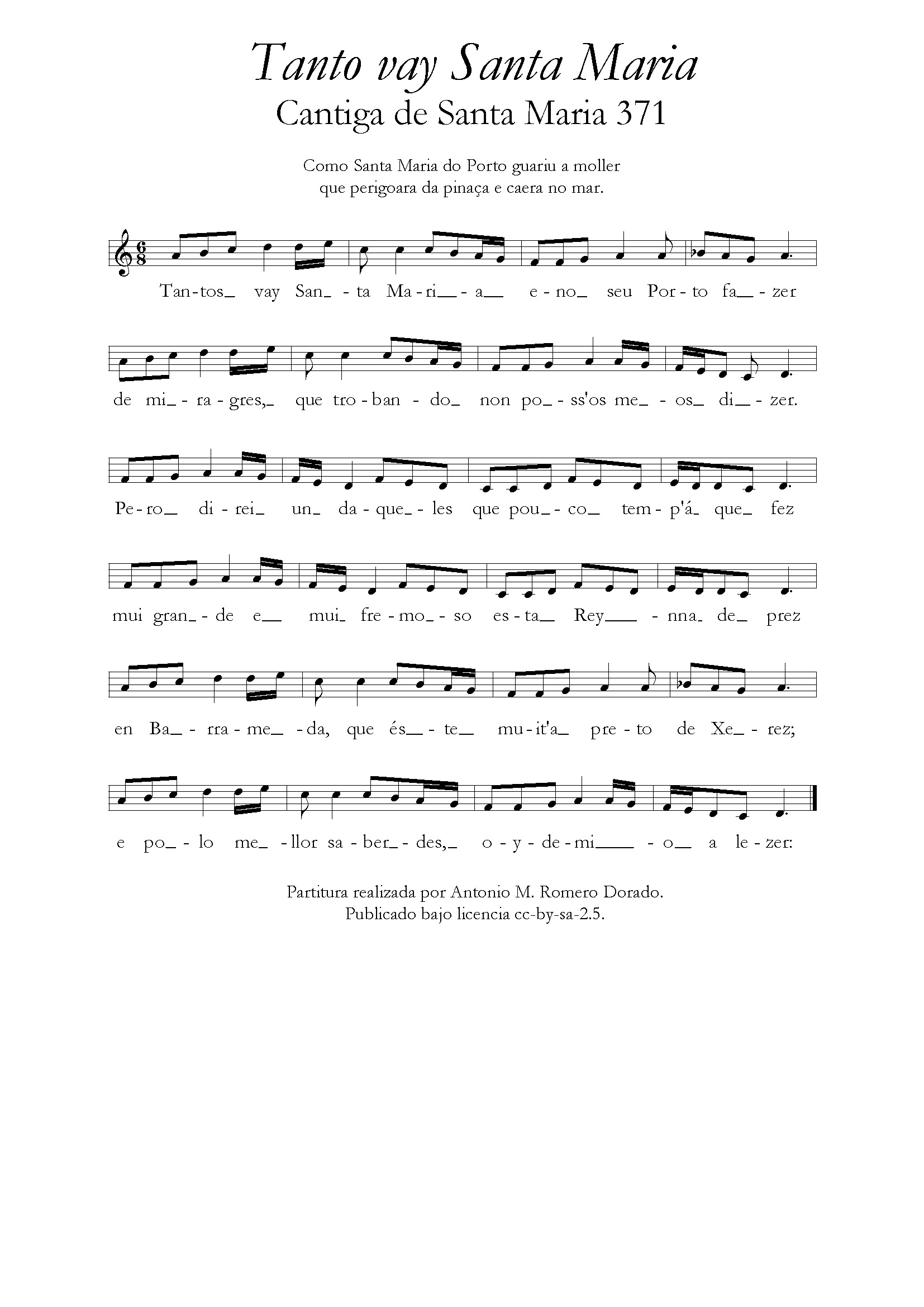
Cantiga de Santa María 371
(imagen en pdf) (texto)

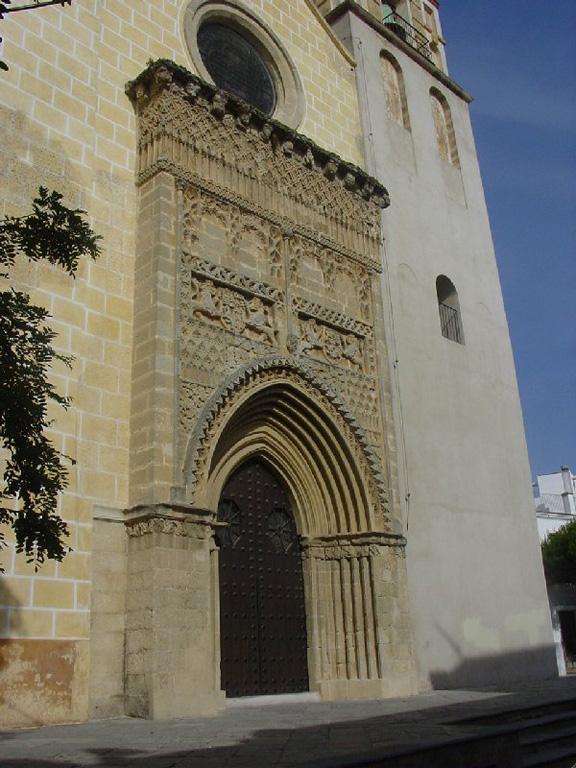
Portada mudéjar de la Parroquia de la O.

### SiglosVIIIalXIII
Durante la dominación islámica el término de la actual Sanlúcar pertenecía a la cora de Sidonia. En los años 807, 812, 844 y 859 se produjeron incursiones vikingas por el río Guadalquivir, que posiblemente afectaron a los asentamientos existentes en el actual término.
Existió una rábida o ribat para la defensa del estuario del Guadalquivir, del que aún hoy se conserva un lienzo de muralla tapial , y que en parte sirvió para la construcción del actual palacio de los Duques de Medina Sidonia.  Quizá las "Torres de Solúcar" mencionadas por las crónicas fueran una serie de atalayas o torres-almenara repartidas por la costa de Sanlúcar, similares a las que más tarde construyera Felipe II por el litoral andaluz.
Según Rodrigo Caro en sus Adiciones a la Corografía de Sevilla, Sanlúcar de Barrameda se llamó durante la dominación islámica Masagued o Massagued. Para afirmar esto se basó en la traducción latina del anónimo original árabe que Gabriel de Sion o Sionita (1577-1648) publicó en París en 1629, conocida como la Geografía Nubiense, que en realidad no es otra que la Geografía de al-Idrisi. Según el traductor Masagued significa "templos", topónimo que parece guardar la memoria del Luciferi Fanum.

### SiglosXIIIyXIV
Al ser tomada Sevilla por Fernando III en 1248, toda la zona de Jerez, incluyendo Sanlúcar, se sometió también a Castilla mediante unas capitulaciones negociadas que respetaron la vida y religión de sus habitantes, a partir de entonces llamados mudéjares.
Sin embargo, las condiciones de vida de los mudéjares se fueron degradando por lo que en 1264 se sublevaron con ayuda de los benimerines norteafricanos. Las guarniciones de los castillos de la región gaditana fueron pasadas a cuchillo. La respuesta castellana no se hizo esperar y en los meses siguientes el rey Alfonso X reconquistó definitivamente las fortalezas y expulsó a toda la población musulmana.
El nombre de Sanlúcar es mencionado en las Cantigas de Santa María escritas por este rey, concretamente en la n.º 371, dentro del ciclo o Cancionero de Santa María del Puerto. En esta canción galaico-portuguesa se mencionan "Sam Luchas" y "Barrameda". El 4 de abril de 1295 el rey Sancho IV prometió verbalmente el Señorío de Sanlúcar a Guzmán el Bueno por su heroica intervención en la defensa de Tarifa, aunque el rey murió sin hacer efectivo el señorío. Fue el rey Fernando IV quien confirmó la donación de "la Villa de Sanlúcar con todos sus pobladores, términos y pertenencias, y los pechos y derechos que allí tenía y deber había", como reza el privilegio de donación del Señorío de Sanlúcar firmado en Toro el 13 de octubre de 1297. Además de la villa de Sanlúcar, el señorío homónimo incluía Trebujena, Chipiona y Rota.
Guzmán el Bueno repobló la villa, ayudando a los repobladores con ventajas fiscales. Construyó un castillo, conocido con el tiempo como el "Alcázar Viejo", y las murallas de Sanlúcar de Barrameda, fuera de las cuales crecieron varios arrabales. Hoy en día se conservan algunos restos de estas murallas en el Albaicín. A la muerte de Guzmán el Bueno, Sanlúcar se había convertido en un señorío rico, sobre todo por las posibilidades del Puerto de Barrameda, más tarde llamado Puerto de Bonanza. Al casar Isabel Pérez de Guzmán (una de las hijas de Guzmán el Bueno) con Fernán Ponce de León, esta llevó en dote matrimonial Rota y Chipiona, independizándose ambas villas del Señorío de Sanlúcar en 1303 e incorporándose a las posesiones de la familia Ponce de León, germen de la casa de Arcos. En 1310 se produjo la visita del duque de Bretaña a Sanlúcar, que estaba en España con motivo de su boda con la infanta Isabel, hermana de Fernando IV. Esta visita abrió una ruta comercial entre Sanlúcar y Bretaña que fue adquiriendo importancia durante los siglos XIV y XV. Según la tradición, aunque no hay constancia documental, en torno a 1360 se levantó la iglesia mayor parroquial de Nuestra Señora  de la O. De esos años, de mediados del siglo XIV, es la crónica anónima escrita en árabe llamada Dikr bilad al-Andalus, que menciona el castillo de Šalūqa, situado en una ligera elevación del terreno en la margen izquierda de la desembocadura del Guadalquivir y perteneciente a la Cora de Sidonia. Dada la fecha del texto, la interpretación más plausible es que el topónimo árabe Šalūqa sea una arabización del castellano Sanlúcar y no al contrario.

## Edad Moderna

### SiglosXVyXVI

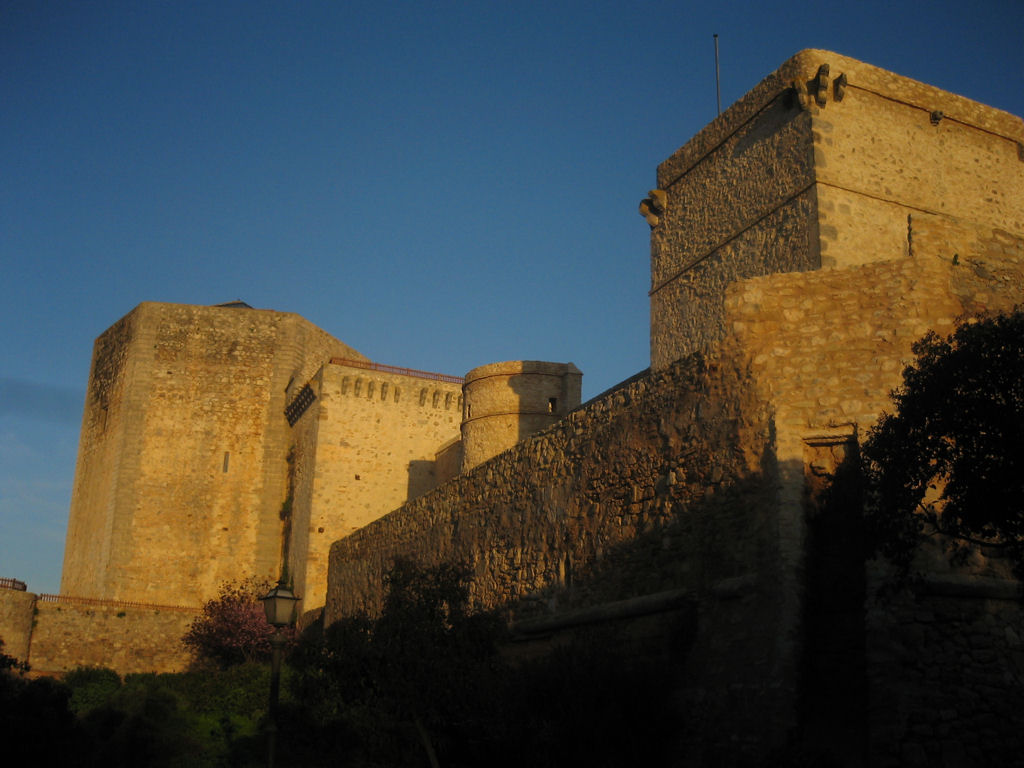
Castillo de Santiago.

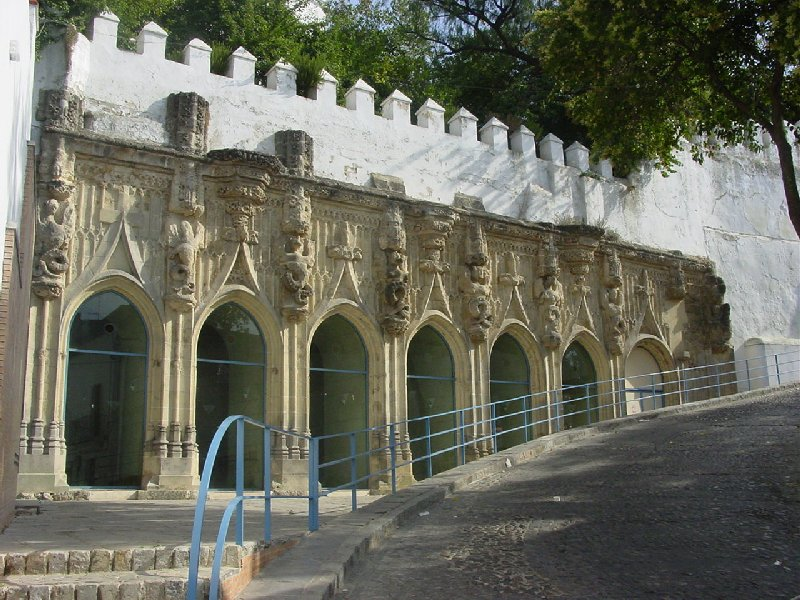
Las Covachas.

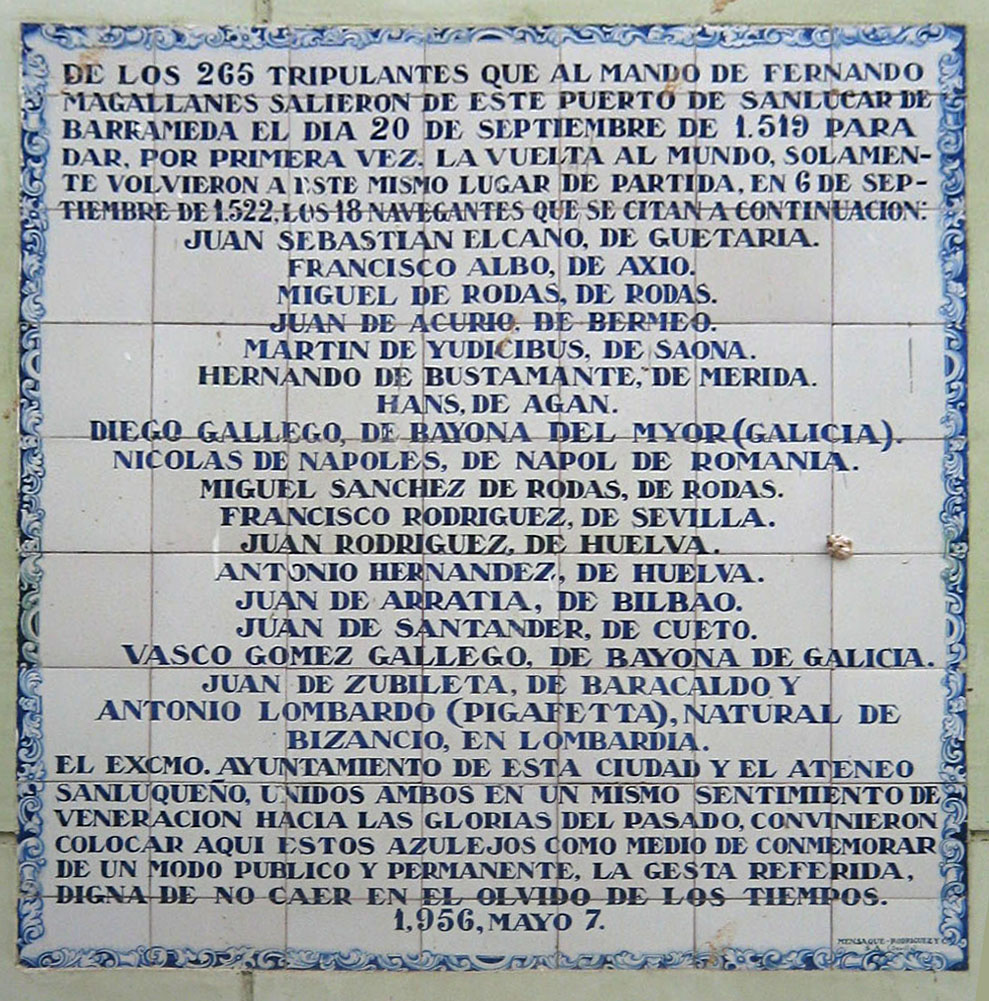
Placa conmemorativa de la expedición de Magallanes y Elcano.

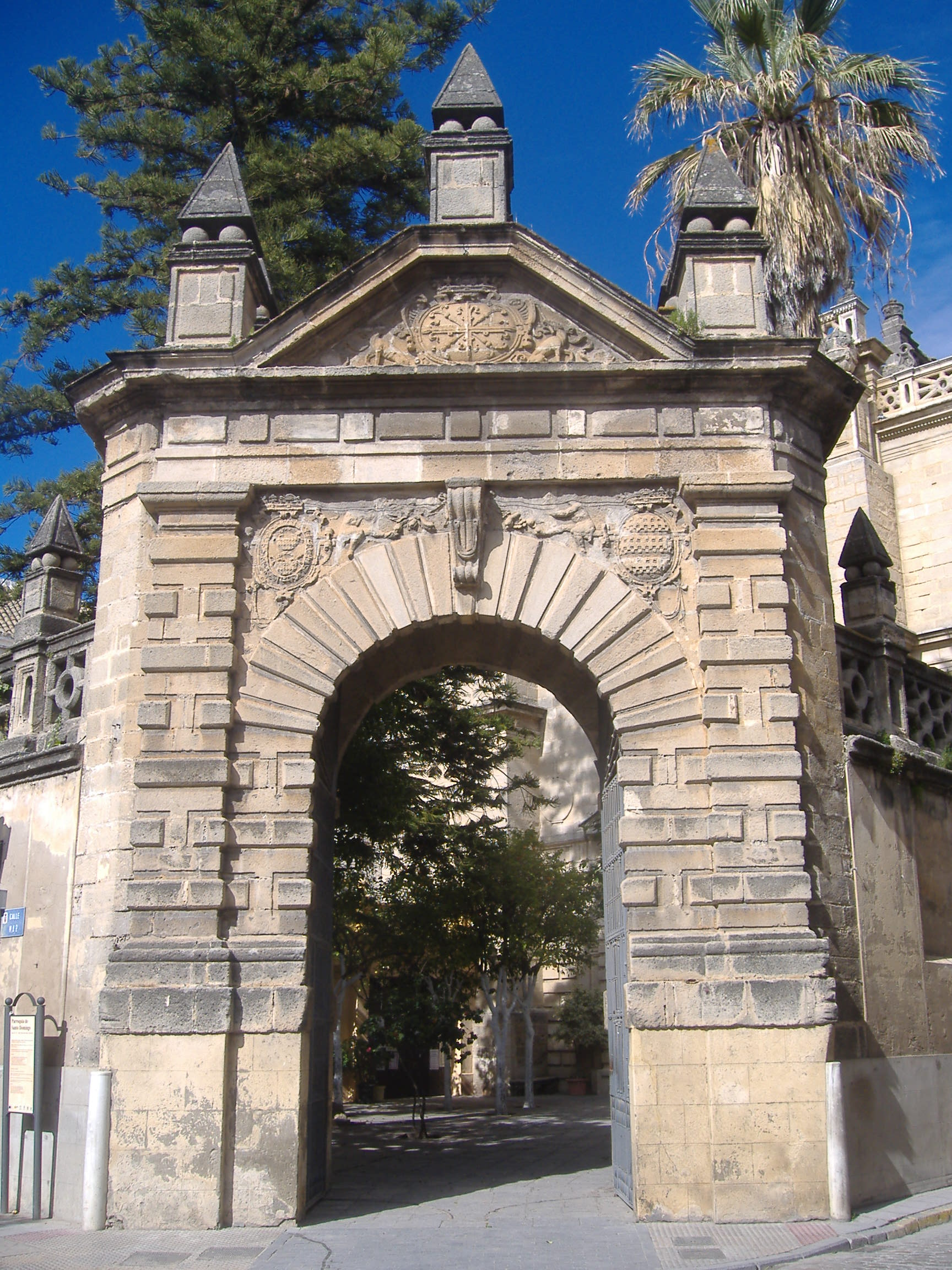
Iglesia del Convento de Santo Domingo (hoy parroquia).

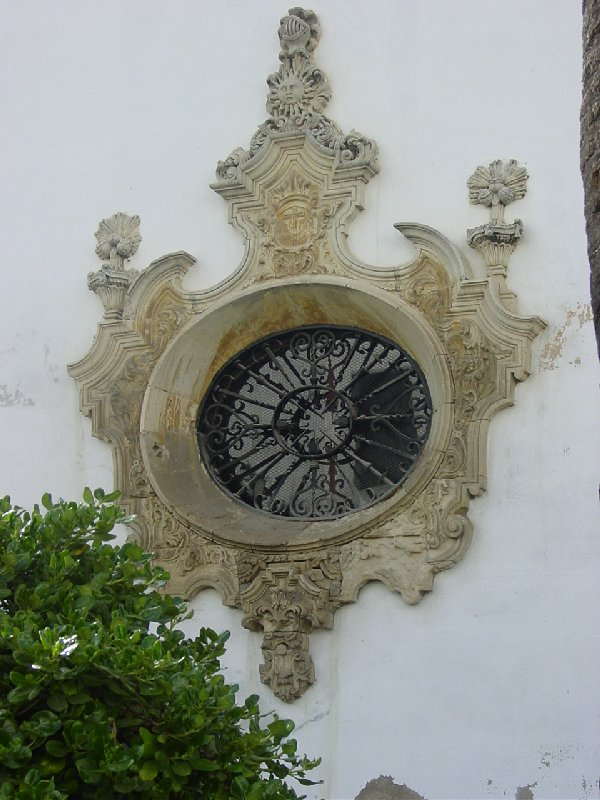
Convento de Madre de Dios (detalle).

En la segunda mitad del siglo XV, todavía en la Baja Edad Media según la historiografía clásica, Sanlúcar ya se encontraba inmersa de lleno en el mercantilismo propio de la Edad Moderna. El Puerto de Bonanza, como la mayoría de los puertos de la Baja Andalucía, mantenía importantes relaciones comerciales con los puertos del norte de Europa y el de Génova, siendo el vino el principal producto exportado y los textiles la principal importación. También fue un puerto activo en la exploración, comercio y saqueo de las costas del Atlántico, en dura competencia con los portugueses. Asimismo, hay que citar la celebración de dos ferias francas anuales llamadas las Vendejas.
Entre los años 1477 y 1478 el II duque de Medina Sidonia hizo construir el Castillo de Santiago, alojándose en él los Reyes Católicos cuando visitaron la ciudad en 1477, durante la guerra de sucesión castellana. En 1478 el duque dio el llamado Privilegio de los Bretones, documento que daba facilidades a estos comerciantes para establecerse en la villa y practicar sus actividades mercantiles, especialmente durante la celebración de las Vendejas. Para la residencia de estos mercaderes se reservó la calle Bretones, junto a la Alcaicería y a Las Covachas o las Tiendas de las Sierpes. Ese mismo año los Reyes congregaron en Sanlúcar dos grandes flotas: una para conquistar Gran Canaria y la otra para comerciar en la Mina de Oro en Guinea, región sobre la cual el rey de Portugal había establecido su monopolio. La armada enviada a Guinea fue sin embargo derrotada y capturada en su totalidad por los portugueses.
En 1497 partió de Sanlúcar la flota que se realizó la toma de Melilla, que tal manera que la plaza de Melilla pasó así a formar parte de los dominios de la Casa de Medina Sidonia y de la corona de Castilla. En 1494 Trebujena se constituyó en municipio independiente de Sanlúcar de Barrameda, mediante carta-puebla otorgada por el III duque de Medina Sidonia el 21 de abril.
Tras el Descubrimiento de América en 1492 los reyes establecieron en Sevilla el monopolio del comercio con las "islas de Indias", Tierra Firme, Canarias y Berbería, creando la Casa de contratación en 1503. Ello implicaba el cierre al tráfico ultramarino de los puertos de la costa andaluza, que así comenzaron un rápido declive económico. Sanlúcar fue la única excepción, ya que logró defender su libertad de comercio en un pleito contra los Reyes, conservando el duque su Aduana independiente. En Sanlúcar se instaló también una sucursal de la Casa de contratación sevillana, que así evitaba a los grandes barcos la penosa navegación por el Guadalquivir para llegar a Sevilla. Las colonias de mercaderes bretones, flamencos, ingleses e italianos continuaron asentadas en la villa. La colonia de mercaderes ingleses tuvo un papel destacado, construyendo a partir de 1517 la Iglesia Católica Inglesa de San Jorge.
Los Pérez de Guzmán, a cuyo cargo estaba la Capitanía General de la Mar Océana y Costas de Andalucía, habían ido acumulando los importantes títulos nobiliarios de señor de Sanlúcar (1298), conde de Niebla (1369) y duque de Medina Sidonia (1445). Estos grandes de España acabaron fijando su residencia estable en Sanlúcar, en el Palacio de los duques de Medina Sidonia, que hoy es la sede del importante Archivo de la Casa de Medina Sidonia y de la Fundación Casa de Medina Sidonia. Con ello, Sanlúcar pasó a ser la capital de los estados de dicha casa nobiliaria, convirtiéndose en un importante centro político y económico. En 1509 la villa rentaba a los duques unos tres millones y medio de maravedíes anuales (más de la mitad provenientes de la Aduana del puerto). Esta elevada cifra representaba alrededor de un tercio de las rentas de los duques y era la más alta de entre todos sus dominios.
Sanlúcar siguió siendo un puerto de renombre durante todo el Siglo de Oro. De su puerto zarparon expediciones marítimas de gran importancia, entre las que destaca el tercer viaje de Cristóbal Colón (1498). Asimismo fue el punto de partida y llegada de la I Circunnavegación marítima de la Tierra, expedición comenzada por Fernando de Magallanes el 20 de septiembre de 1519 y finalizada por Juan Sebastián Elcano en 1522.
Vienen de Sanlúcar,

rompiendo el agua,

a la Torre del Oro

barcos de plata.
Al ser uno de los lugares naturales de espera de los misioneros que iban al Nuevo Mundo, y gracias al patronato de la Casa de Medina Sidonia, muchas órdenes religiosas se establecieron en Sanlúcar, llegando a ser una auténtica ciudad sacralizada, la ciudad-convento de Sanlúcar de Barrameda, a la manera de la burgalesa villa ducal de Lerma. Muestra de ello son los numerosos conventos y ermitas que existieron. En el Convento de las Carmelitas Descalzas se conserva el Manuscrito de Sanlúcar o Códice de Barrameda de San Juan de la Cruz.
En contraste, Sanlúcar también tenía una gran actividad de prostitución y la gran cantidad de población flotante generaba problemas de orden público que hacían que el cargo de alguacil tuviese que ser remunerado con una renta muy alta. La presencia de tantos conventos, iglesias y burdeles, junto a la bullente actividad comercial y al ingente tráfico de personas y mercancías provenientes de numerosos países, debió crear en la ciudad un pintoresco efecto de contraste, muy similar al que se daba en Sevilla.
En 1571 se construyó un muro para contener la entrada de agua salada en las Marismas y facilitar la comunicación con Lebrija y Jerez. En 1576 se estableció en la población la segunda imprenta de la actual provincia de Cádiz, siendo la primera obra impresa en dicho establecimiento el compendio de medicina latino Opera Medicinalia, escrita por Pedro de Peramato. Sanlúcar dejó en 1579 de ser una mera villa al recibir el título de ciudad.

### SiglosXVIIyXVIII
En 1624 el rey Felipe IV visitó Sanlúcar tras un convite en el Coto de Doñana organizado por el VIII duque de Medina Sidonia. En 1645, tras la presunta conspiración independentista en Andalucía (1641), Sanlúcar fue incorporada a la Corona real. Los duques de Medina Sidonia dejaron de ser los señores de Sanlúcar y marcharon a vivir a la Corte, por imposición de Felipe IV, con lo que su patronato sobre la ciudad quedó muy mermado. La ciudad dejó de ser la sede de la Capitanía General del Mar Océano y Costas de Andalucía, que fue transferida al Puerto de Santa María.

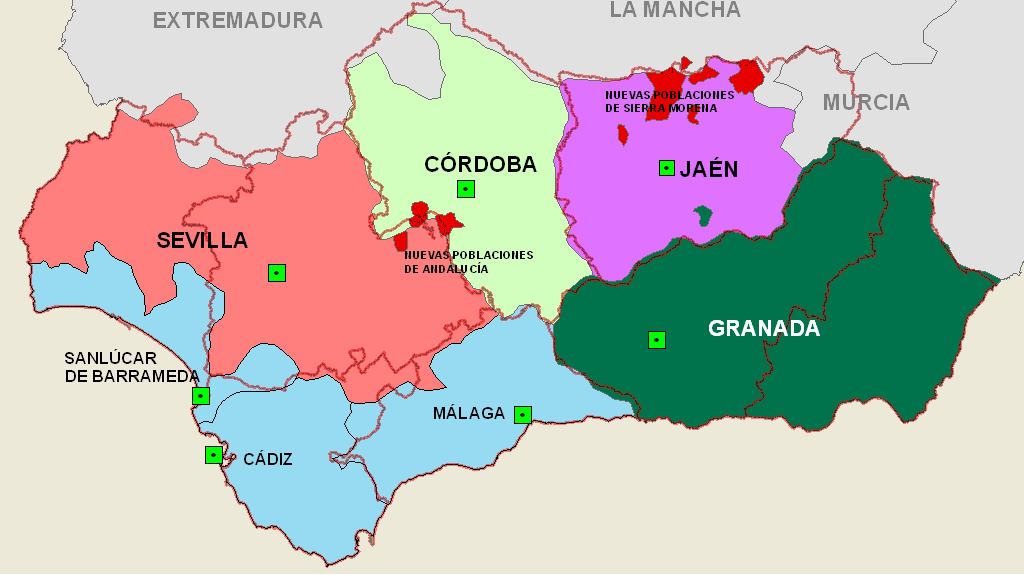
Situación de la Provincia marítima de Sanlúcar de Barrameda (1804-1808).

A lo largo de la segunda mitad del siglo XVII Sevilla fue perdiendo protagonismo en el comercio con América en favor de Cádiz. Esta tendencia culminó en 1711 con el traslado de la Casa de la Contratación desde Sevilla a Cádiz.  A causa de ello el puerto de Sanlúcar, antesala del de Sevilla, perdió gran parte de su valor estratégico y comercial, y muchos comerciantes, militares y marinos se mudaron a Cádiz y al Puerto. Sin embargo siguieron construyéndose magníficos ejemplos de Casa de Cargadores a Indias como la Casa de Arizón, y se levantó un nuevo edificio para sede del cabildo en la plaza de la Rivera, que sustituyó a la sede antigua de la plaza de Arriba, llamándose esta desde entonces el Cabildillo. Del siglo XVIII son también los edificios de la Cárcel, del Pósito y de la plaza o mercado de abastos.
A mediados del siglo XVIII Sanlúcar tenía una población de unos 14 000 habitantes, 15 conventos, un colegio y un hospital de solo 20 camas. La única actividad económica importante era la producción de vino, que se exportaba a las Indias. El comercio languidecía por la prohibición de descargar productos de importación en el puerto de Sanlúcar y por el mal estado de las carreteras, y el ayuntamiento estaba en bancarrota.
El 1 de noviembre de 1755 la ciudad se vio afectada por el terremoto de Lisboa. El temblor en sí no causó daños en Sanlúcar pero fue seguido por un tsunami que inundó la parte baja de la ciudad matando a 10 personas. Aun así el cabildo decidió organizar una acción de gracias pública pocos días después porque Sanlúcar salió mucho mejor parada del terremoto que otras poblaciones andaluzas.

## Edad Contemporánea
Finales del siglo XVIII y principios del XIX

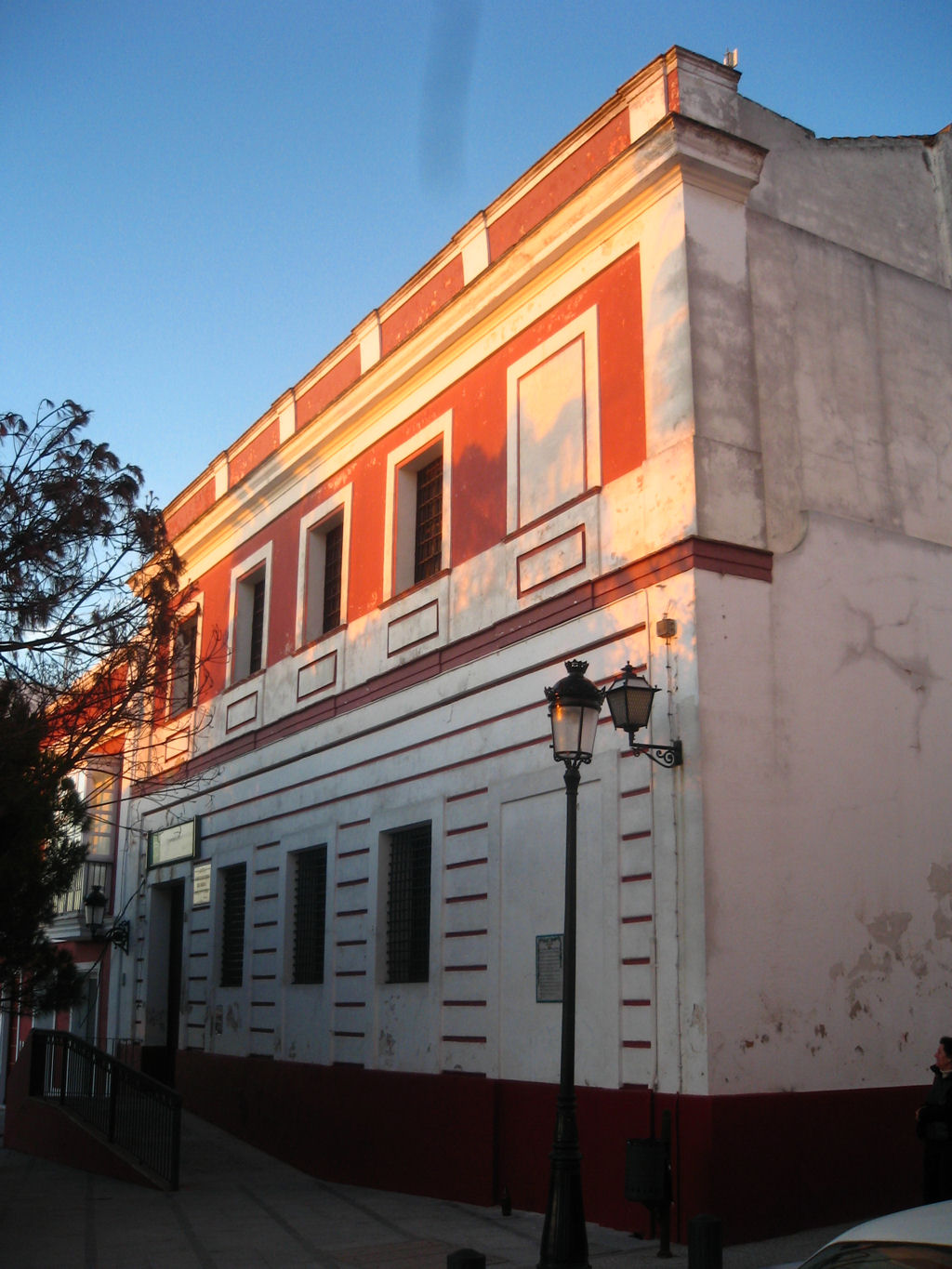
Antigua cárcel (hoy Conservatorio Joaquín Turina).

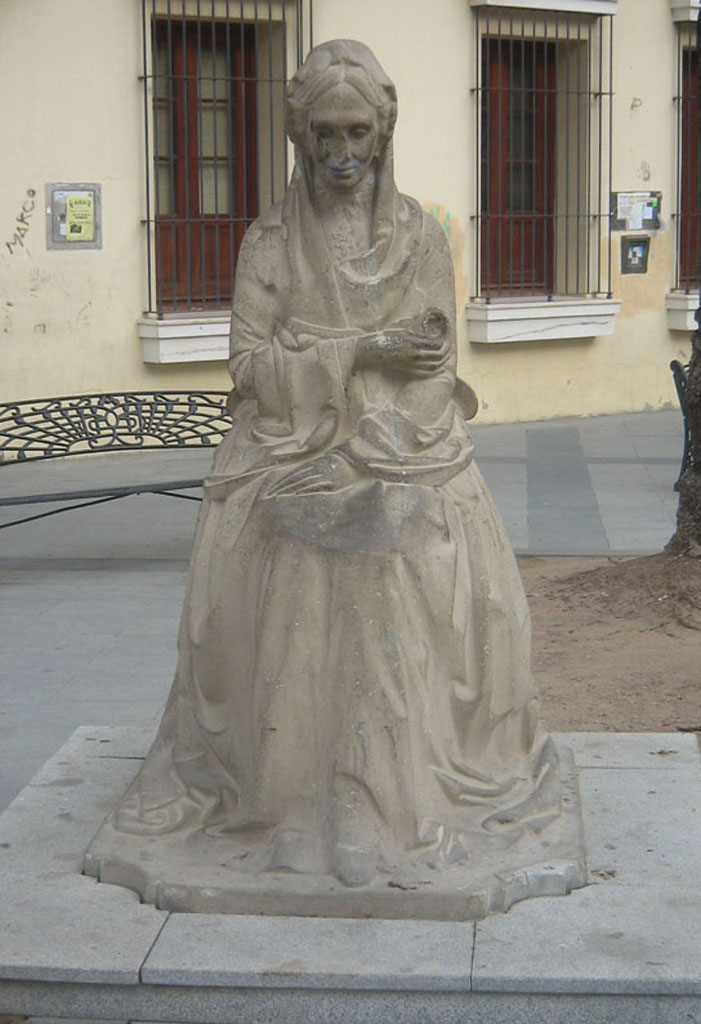
Monumento a la Infanta María Luisa Fernanda de Borbón de Enrique Pérez Comendador (1900-81), antes en la plaza de los Cisnes, hoy en el Palacio de Orleans y Borbón.

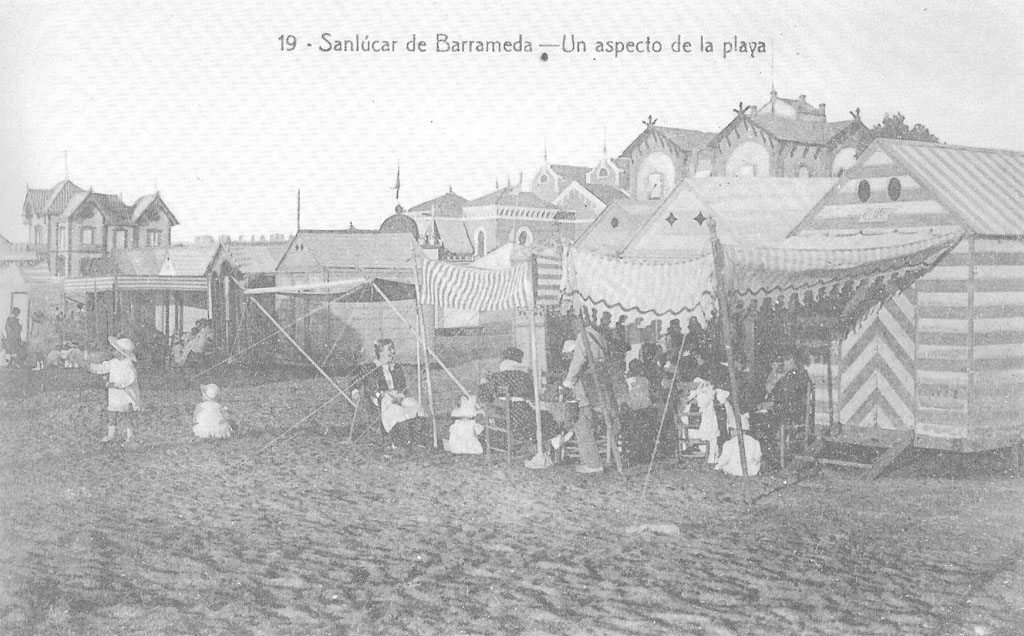
Playa de Sanlúcar a principios del.

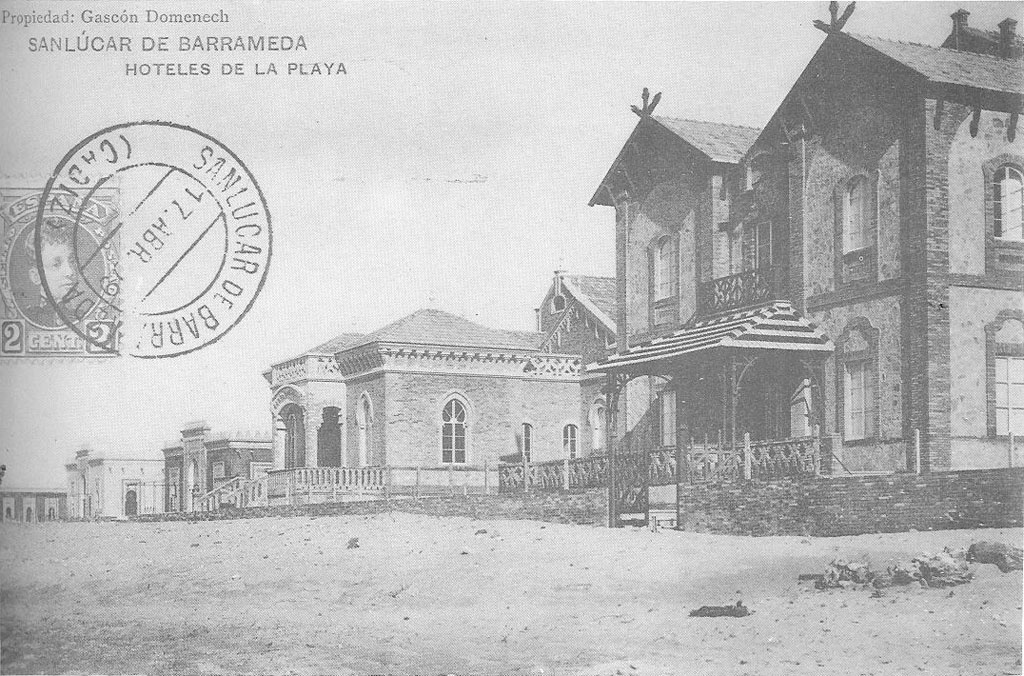
Los "hoteles" (chalés) de la playa a principios del.

La estancia de Francisco de Goya en la casa de la XIII duquesa de Alba, viuda del duque de Medina Sidonia, el verano de 1796, dio entre otros frutos pictóricos el Álbum A o cuaderno pequeño de Sanlúcar y parte del Álbum B o de Sanlúcar-Madrid. En 1780 se fundó la Sociedad Económica de Amigos del País de Sanlúcar de Barrameda.
A principios del siglo XIX, gracias al ministro Manuel de Godoy, se creó el jardín botánico de la Paz, se repobló el Pinar de la Algaida y se creó el Consulado y Provincia Marítima de Sanlúcar de Barrameda, que duró desde 1804 hasta 1808. La caída en desgracia de Godoy, el pueblo se sublevó y destruyó todo lo que ese personaje había construido en la ciudad. A principios del siglo XIX también se construyeron el matadero municipal y el cementerio de San Antonio Abad.
Sanlúcar contó desde los años veinte del siglo XIX con varios barcos de vapor que cubrían la línea Sevilla-Sanlúcar-Cádiz, lo que permitía un rápido traslado a la capital gaditana y a la metrópoli andaluza. Una de estas líneas se conocía como Sevilla-Sanlúcar-Mar.
|  | Desde Sevilla a Sanlúcar, desde Sanlúcar al mar, en una barca de plata con los remos de coral, donde vayas, marinero, contigo me has de llevar. Antonio Machado (del libro Nuevas canciones) |

Con el Decreto de división en provincias de 1833, la ciudad quedó incluida definitivamente en la provincia de Cádiz, pues hasta entonces, desde la Reconquista y durante todo el Antiguo Régimen, Sanlúcar había formado parte del Reino de Sevilla y la Vicaría de Sanlúcar de Barrameda, pertenecía a la jurisdicción del Arzobispado de Sevilla. La crianza del vino manzanilla, que había comenzado a finales del siglo XVIII, fue perfeccionándose gracias a la llegada de "montañeses", en cuyos ultramarinos ejercían una actividades comerciales y financieras, pues eran medio almacenistas, medio prestamistas. Estas familias provenientes del norte de España y enriquecidas gracias a su trabajo empezaron a hacerse con propiedades y capitales, lo que les permitió emparentar con familias de antiguo prestigio pero en claro declive económico por entonces. En 1845 se creó la Sociedad de Carreras de caballos de Sanlúcar de Barrameda, como órgano regulador de dichas carreras de equinos, evento que se repite desde entonces cada verano en la playa sanluqueña. Tras su primera visita en 1848, los duques de Montpensier e infantes de España, Antonio de Orleans y María Luisa Fernanda de Borbón, que vivían en el sevillano Palacio de San Telmo, construyeron en Sanlúcar su residencia veraniega: el Palacio de Orleans-Borbón. Con los duques, acudió su pequeña corte de nobles, políticos y artistas, que le dieron de nuevo a Sanlúcar un carácter cosmopolita y la convirtieron en el centro de veraneo de la burguesía sevillana. La ciudad recibió en esta época varias vistas reales. En 1853, la visitó María Amalia de Borbón-Dos Sicilias (madre del duque), en 1856 Fernando II (rey viudo de Portugal), en 1862 Isabel II (hermana de la duquesa)  y en 1882 Alfonso XII y María Cristina de Habsburgo-Lorena.
Revolución y Restauración
Tras la Revolución de 1868, iniciada en Cádiz y extendida el resto del país, Sanlúcar se proclamó cantón independiente en 1873, como otras muchas ciudades andaluzas y españolas. El periodo de la Restauración está dominado por los problemas del subdesarrollo del campo andaluz y la pérdida definitiva de las colonias de ultramar tras el Desastre del 98. A esta precariedad económica se le sumaba el problema del caciquismo, que hizo nacer en la zona un fuerte anarquismo, cuyo ejemplo más clásico a la par que discutido es la Mano Negra. En una situación muy similar a la anterior se desarrolló la dictadura de Primo de Rivera.
Desde finales del siglo XIX hasta principios del XX se construyeron varias líneas ferroviarias que unían Sanlúcar con lugares y ciudades en sus cercanías. Estas líneas históricas eran:
- Sanlúcar (pueblo) - Las Tablas - Jerez de la Frontera
- Sanlúcar (costa) - Chipiona - Rota - El Puerto de Santa María
- Sanlúcar (pueblo) - Bonanza
- Bonanza - Colonia Agrícola de Monte Algaida

En la actualidad, a pesar de la gran población que tiene el municipio, no queda en él ninguna de esas históricas vías de ferrocarril.
En las décadas de 1910, 1920 y 1930, Sanlúcar se consolida como el más importante destino de veraneo del sur de España, esplendor turístico que contrasta con una situación social poco halagüeña. Se construye la plaza de toros de El Pino y los "hoteles de la playa", lujosas residencias de verano construidas en múltiples estilos historicistas y regionalistas; caso del Hotel de los Marqueses de Villamarta, obra de Aníbal González. Asimismo, a principios del siglo XX se instaló el tranvía de la playa, que recorría, para alivio de los acalorados bañistas, el paseo de La Calzada desde la antigua plaza de la Aduana a la playa y viceversa; un auténtico símbolo de "la modernidad". Es la época en la que Joaquín Turina padre pintó su cuadro de la playa de Sanlúcar y Joaquín Turina hijo compuso varias obras dedicadas a Sanlúcar la "ciudad de plata" en su inspiración musical y a la manzanilla, su caldo predilecto. En 1933 se creó el Consejo Regulador de las Denominaciones de Origen Jerez-Xérès-Sherry y Manzanilla-Sanlúcar de Barrameda.
Segunda República, Guerra Civil y Dictadura

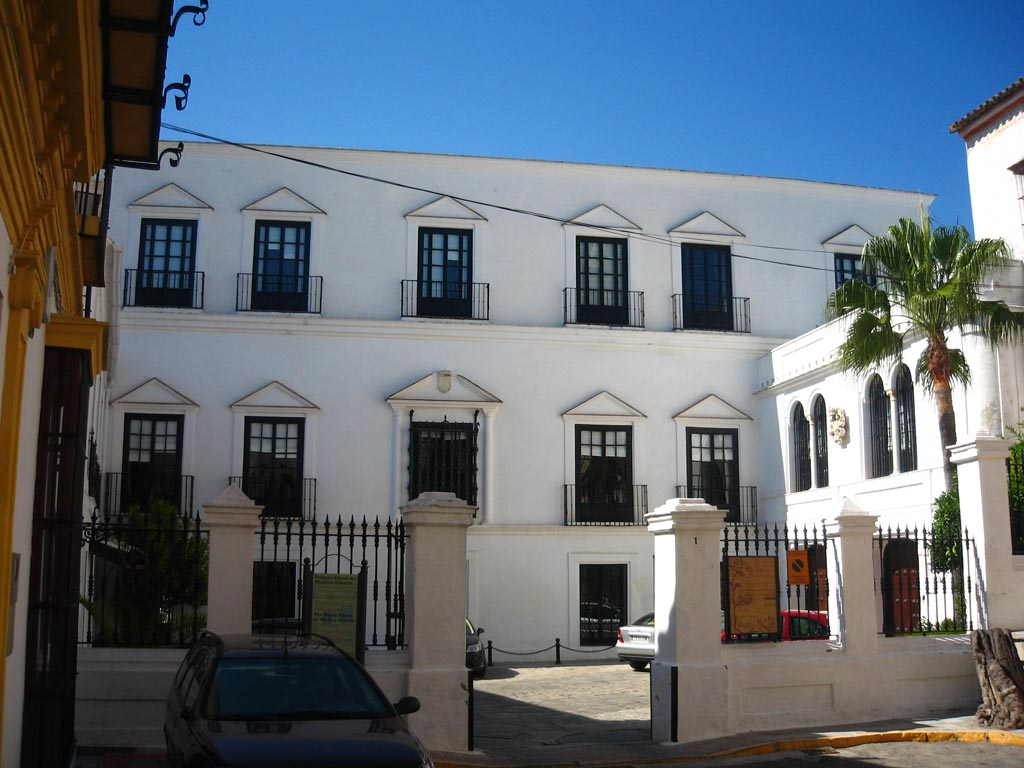
El Palacio de los duques de Medina Sidonia fue cuartel de la Falange durante la Guerra.

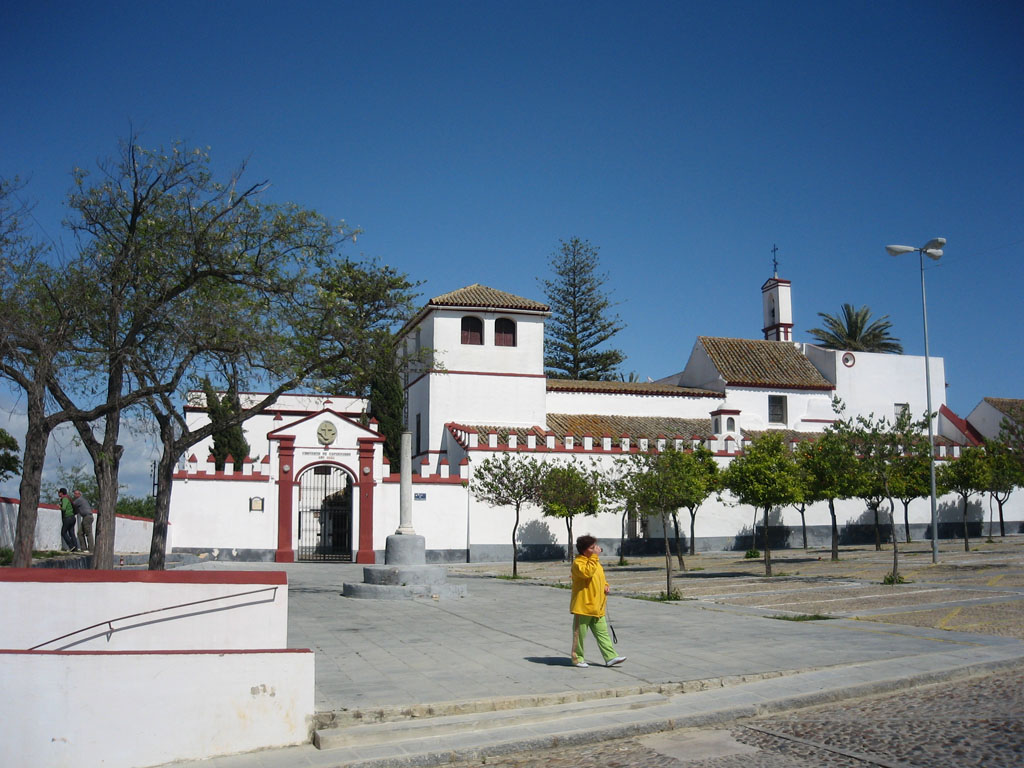
En 1931 se produjo un intento de quema del convento de Capuchinos, como manifestación anticlerical.

Durante la Segunda República Española el municipio participó de los acontecimientos ocurridos en toda España a partir de las elecciones municipales de 1931 y a continuación en las generales de 1931 y 1933, con la victoria de los republicanos primero y de los lerrouxistas después.
Al estallar la Guerra Civil, Sanlúcar cayó al poco tiempo del alzamiento militar bajo el control del Bando sublevado, a cuyo mando estaba Gonzalo Queipo de Llano, nombrado jefe del Ejército de Operaciones del Sur por Franco. En los primeros momentos del conflicto los sublevados sofocaron los focos de resistencia y en los meses siguientes fusilaron a algo más de 80 ciudadanos. Durante el resto de la guerra la ciudad no sufrió combates ni destrucciones materiales, aunque murieron al menos 13 sanluqueños luchando en el frente del lado sublevado.
Durante el franquismo, la sociedad sanluqueña siguió dividida principalmente entre un pequeño grupo de terratenientes y bodegueros y una gran cantidad de jornaleros, campesinos, pescadores y pequeños comerciantes, en una estructura social que apenas había sufrido cambios desde finales del siglo XIX. Existía por entonces cierta actividad industrial, ejemplo de lo cual fueron la fábrica de alpargatas, gaseosa y sifón, pintura, gas y varias fábricas de alcohol. Además, la ciudad siguió siendo destino turístico de muchos sevillanos de todas las clases sociales, un turismo cada vez menos elitista.
En 1943 la Diputación Provincial de Cádiz eligió por mayoría al alcalde de Sanlúcar Tomás Barbadillo Delgado para el cargo de procurador en Cortes en la I Legislatura de las Cortes Españolas (1943-1946), representando a los municipios de esta provincia.
La vida social se concentraba en los casinos de la ciudad: el Círculo Mercantil y el Círculo de Artesanos, reservado para la clase pudiente el primero y para el resto de sanluqueños el segundo. El Ateneo Sanluqueño también era un importante centro de reunión y tertulia. La actividad cultural de la ciudad se limitaba a acontecimientos tradicionales y a otros actos que se ajustaban a la ortodoxia propia de la dictadura. Los principales actos religiosos eran la procesión de Nuestra Señora de la Caridad Coronada, patrona de la ciudad, las procesiones de Semana Santa, la Velá de San Antonio, la Velá de la Divina Pastora (antecedente de la actual Feria de la Manzanilla) y la romería de El Rocío, muy minoritaria por entonces. En estos actos religiosos y en actos festivos de beneficencia se dejaban ver el infante Alfonso y la infanta Beatriz, cuya residencia en la ciudad continuaba con la tradición de los padres y abuelos del infante, duques de Galliera y duques de Montpensier respectivamente. En el ámbito artístico, la actividad musical fue la más destacada con frecuentes conciertos de la banda municipal de música, del Orfeón Santa Cecilia y la Orquesta Sanluqueña y espectáculos de zarzuela representados en el Teatro Principal,  que fueron decayendo progresivamente por la proliferación de numerosos cines de barrios, hoy en día desaparecidos.
Transición y democracia

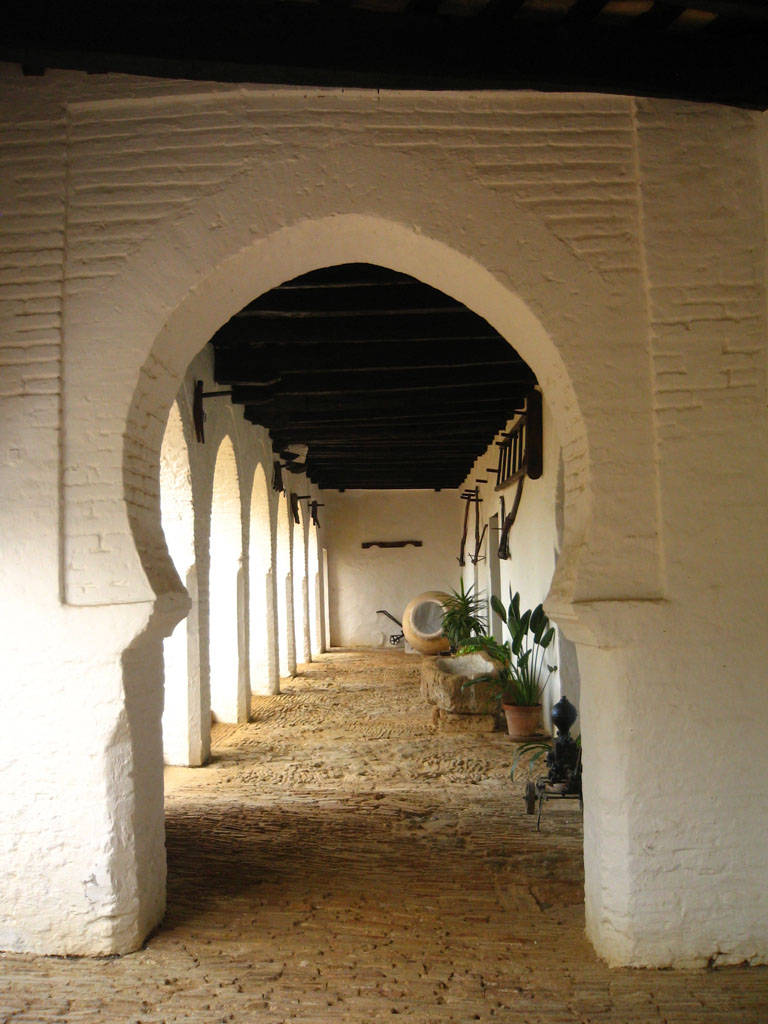
Palacio de los duques de Medina Sidonia, sede de la Fundación Casa Medina Sidonia.

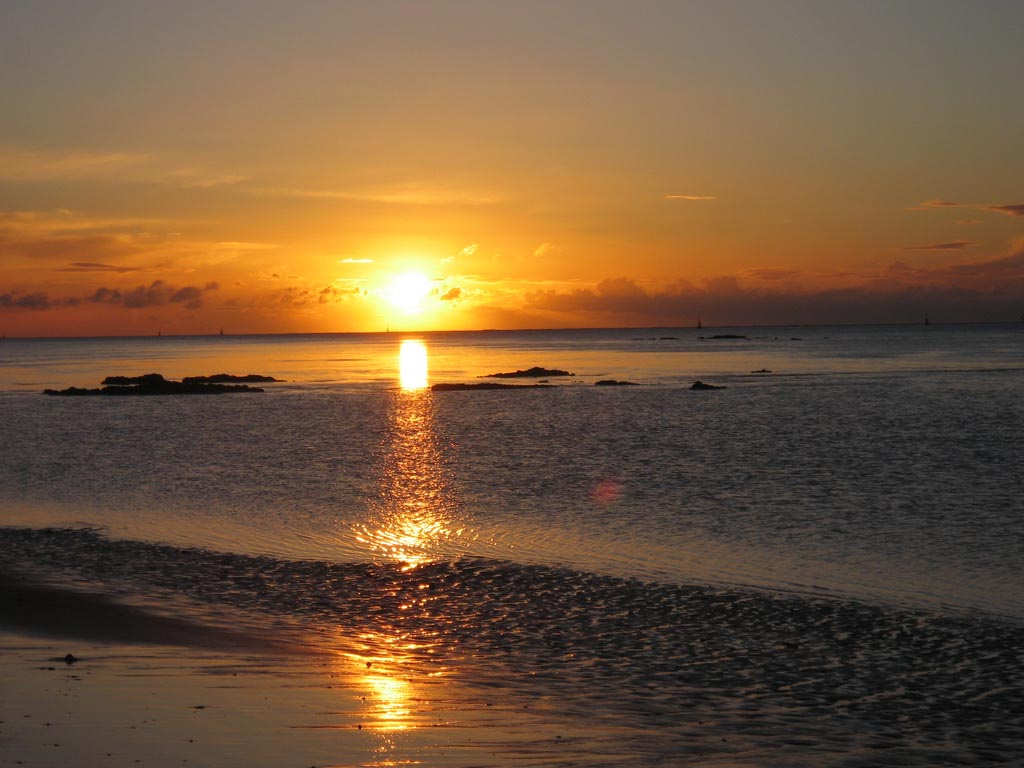
El turismo sigue siendo uno de los pilares de la economía sanluqueña.

En 1973 fue reconocido mediante decreto-ley el Conjunto histórico-artístico de Sanlúcar de Barrameda. Por estos años Luisa Isabel Álvarez de Toledo y Maura, XXI duquesa de Medina Sidonia, conocida popularmente en Sanlúcar como la Duquesita, tras asumir la jefatura de la casa nobiliaria, emprendió la restauración de su palacio de Sanlúcar, reuniendo en el solar primigenio de la casa ducal un ingente patrimonio artístico y documental cuya conservación y difusión es la base de la actual Fundación Casa de Medina Sidonia. La novela Copa de sombra, escrita por José Luis Acquaroni en 1977, tiene como telón de fondo interesantes aspectos de la Guerra Civil, la Posguerra, el Franquismo y la Transición en Sanlúcar.
En las primeras elecciones municipales democráticas tras la Segunda Restauración Borbónica y la subsiguiente restauración de la democracia en España, resultó elegido alcalde José Luis Medina Lapieza, del Partido Comunista (más tarde Izquierda Unida), sucediéndose hasta la actualidad en la alcaldía los siguientes políticos: Manuel Vital Gordillo (PSOE), Agustín Cuevas Batista (PSOE), Juan Rodríguez Romero (PP), Rafael Rubio Cáliz (PP), Laura Seco Moreno (PP) e Irene García Macías (PSOE). Este periodo democrático coincide con la creación del parque nacional y el parque natural de Doñana, parte del cual pertenece al término de Sanlúcar. La oferta cultural se amplió con la creación del Festival Internacional de Música "A orillas del Guadalquivir". En los años noventa, coincidiendo con el periodo anterior y posterior a la Expo 92, se procedió a la restauración de varios edificios históricos de la ciudad por parte de la Junta de Andalucía.
Sin embargo en todo el periodo democrático se ha producido un fuerte endeudamiento municipal. El Conjunto Histórico-artístico (declarado legalmente desde 1973), más allá de la conservación de sus edificios principales, no ha sido protegido en su totalidad. A pesar de que la Ley de Patrimonio Histórico Español de 1986 establece como competencia municipal la obligatoriedad de redactar un Plan Especial de Protección del conjunto histórico-artístico en su artículo 20.1, ninguno de los gobiernos municipales posteriores a dicha ley ha redactado, a fecha del año 2007, dicho plan, incumpliéndose de forma continuada la ley vigente. La Delegación General de Bienes Culturales de la Junta de Andalucía, en el marco de la Ley de Patrimonio Histórico Andaluz de 1991, tampoco ha tomado cartas en el asunto. Esta situación, unida al fenómeno de la especulación urbanística presente en gran parte de España en estos años, ha mermado sustancialmente el patrimonio arquitectónico, urbanístico y etnográfico sanluqueño, además de propiciar un modelo de ordenación del territorio que no sigue los criterios de sostenibilidad. Las intervenciones del ayuntamiento en materia de urbanismo han sido por lo general legales o legalizadas por la propia administración local, puesto que ella misma tiene competencia para hacerlo a través de modificaciones en el Plan General de Ordenación Urbana. Sin embargo, ha habido casos de ilegalidad manifiesta y demostrada en los tribunales, como el Caso Sanlúcar y el Caso Terán, ejemplos de corrupción política en España que tuvieron gran impacto mediático.